# X Factor (Italia) (settima edizione)
La settima edizione del talent show musicale X Factor è andata in onda in prima serata su Sky Uno dal 26 settembre al 12 dicembre 2013 per dodici puntate.
Si tratta della terza edizione ad essere prodotta e trasmessa da Sky Italia. Alla conduzione rimane confermato Alessandro Cattelan e alla giuria siedono di nuovo Simona Ventura, Elio, Morgan accompagnati dall'arrivo di Mika, primo giudice straniero nel talent italiano. Il vincitore ha diritto ad un contratto discografico con Sony Music Italia del valore complessivo di 300 000 euro.
Il vincitore della settima edizione è Michele Bravi concorrente degli Under uomini di Morgan.

## Trasmissione
A differenza di come si è fatto nelle due precedenti edizioni, il live show è stato replicato (sempre in versione rieditata) su Cielo soltanto dal 14 marzo al 2 maggio 2014; i provini sono stati invece trasmessi in replica sulla medesima emittente la domenica successiva alla messa in onda su Sky Uno come nei due anni passati. Tuttavia, a sorpresa, la finale invece è stata trasmessa anche in diretta dal canale free edito da Sky, simultaneamente alla messa in onda su Sky Uno.
Lo studio di produzione non è più collocato al Teatro della Luna di Assago ma in una tensostruttura Centro di Produzione Deruta20, di Via Deruta a Milano (zona Lambrate), chiamata X Factor Arena. La finale è andata in onda dal Forum di Assago  (Mediolanum Forum)

## Categorie
Le categorie di X Factor 7 rimangono suddivise in 4 (come nelle precedenti tre edizioni), ognuna affidata ad un giudice:
- Uomini 16-24 (Morgan)
- Donne 16-24 (Mika)
- Over 25 (Elio)
- Gruppi Vocali (Simona Ventura)

## Selezioni

### I provini

#### Pre-selezioni
Le pre-selezioni si sono svolte a Napoli presso Castel Sant'Elmo dal 12 al 14 maggio 2013 e Milano dal 25 al 27 maggio 2013. I concorrenti che hanno passato questa prima tappa dovranno esibirsi davanti ai quattro giudici di X Factor.

#### Audizioni
La seconda fase dei provini prevede l'esibizione dei cantanti davanti ai quattro giudici e al pubblico. Le puntate, che sono state trasmesse su Sky Uno dal 26 settembre, sono state registrate l'1 e il 2 giugno a Genova presso il 105 Stadium, e il 17, 18 e 19 giugno a Milano presso il Teatro Dal Verme. Il 18 giugno alle audizioni ha preso parte anche Fedez, quinto giudice per un giorno.

### Bootcamp
La terza fase dei provini prevede l'esibizione dei cantanti selezionati precedentemente nella seconda fase davanti ai quattro giudici, questa volta in assenza di pubblico. Questa fase è chiamata Bootcamp, ossia campo reclute, nella quale si selezionano le reclute che potranno accedere alla quarta fase, quella degli Home visit, ultima fase prima del programma vero e proprio. I giudici hanno preso visione dei provini dei cantanti e successivamente, a gruppi di due, comunicato la loro decisione attraverso la segnaletica del semaforo. I cantanti con semaforo verde sono passati direttamente allo step del giorno successivo, quelli con semaforo giallo si sono esibiti in un brano a cappella di loro scelta e quelli con semaforo rosso sono stati scartati senza nemmeno cantare. Ai sopravvissuti a questa prima scrematura sono state assegnate delle canzoni da provare per il giorno seguente, con cui si sono esibiti divisi per categorie. I giudici hanno selezionato i ventiquattro artisti, sei per ogni categoria, da ammettere agli Home visit. La puntata, registrata al Forum di Assago, è andata in onda su Sky Uno il 10 ottobre 2013. Al termine della puntata l'ideatore del format Simon Cowell ha comunicato in un video-messaggio ai giudici le assegnazioni delle categorie.
| Categoria     | Artisti eliminati all'ultimo turno dei Bootcamp | Artisti eliminati all'ultimo turno dei Bootcamp | Artisti eliminati all'ultimo turno dei Bootcamp | Artisti eliminati all'ultimo turno dei Bootcamp | Artisti eliminati all'ultimo turno dei Bootcamp | Artisti eliminati all'ultimo turno dei Bootcamp | Artisti eliminati all'ultimo turno dei Bootcamp | Artisti eliminati all'ultimo turno dei Bootcamp | Artisti eliminati all'ultimo turno dei Bootcamp |
| ------------- | ----------------------------------------------- | ----------------------------------------------- | ----------------------------------------------- | ----------------------------------------------- | ----------------------------------------------- | ----------------------------------------------- | ----------------------------------------------- | ----------------------------------------------- | ----------------------------------------------- |
| Uomini 16-24  | Francesco Palma                                 | Andrea De Marinis                               | Leonardo Lagorio                                | Moussa Sangare                                  | Luca D'Arbenzio                                 | Manuel Cardella                                 | Edoardo Broccini                                | Filippo Zorzan                                  |                                                 |
| Donne 16-24   | Aura Zanghellini                                | Francesca Vidali                                | Sarah Fargion                                   | Sarita Schena                                   | Elisabetta Pia Ferrari                          | Isotta Vighi                                    | Giulia Balossino                                | Elena Giardina                                  | Monica Sannino                                  |
| Over 25       | Emiliano Valverde                               | Patrick Longo Belezi                            | Giulia Liotta                                   | Gabriele Morini                                 |                                                 |                                                 |                                                 |                                                 |                                                 |
| Gruppi Vocali | MAAT 17                                         | Made In Italy                                   | Lenorià                                         |                                                 |                                                 |                                                 |                                                 |                                                 |                                                 |

### Homevisit
La quarta fase dei provini è chiamata Home Visit, ed è la fase finale prima del programma in diretta. In questa fase i talenti che sono riusciti a convincere i giudici, e quindi a passare alla fase successiva, saranno assegnati alle rispettive categorie e dovranno tenere un'ultima audizione in quattro diverse location, una per giudice. Al termine di questa prova verranno svelati i nomi dei dodici talenti che andranno a comporre le squadre capitanate dai quattro giudici. Su Sky Uno è andata in onda il 17 ottobre 2013.
Gli Home visit si sono tenuti a Berlino, Cremona, Dublino e Torino, dove i cantanti si sono esibiti di fronte ai loro giudici accompagnati da una superband composta da Federico Poggipollini, Sergio Carnevale, Marco "Garrincha" Castellani e Megahertz. Ogni giudice, per la scelta dei propri talenti, si è fatto aiutare da un ospite; Linus per Elio, Marco Mengoni per Mika, Asia Argento per Morgan e Boosta per Simona Ventura.
| Uomini 16-24  | Morgan  | Gaetano Cappa  | Andrea Butturini    | Alberto Galuppini | Marco Colonna     |
| Donne 16-24   | Mika    | Rossana Casale | Valentina Livi      | Roberta Pompa     | Chiara Grispo     |
| Over 25       | Elio    | Alberto Tafuri | Sebastiano Di Santo | Valeria Crescenzi | Adriana Salvadori |
| Gruppi Vocali | Ventura | Paola Folli    | Dynamo              | Extra             | Mr Rain e Osso    |

I due artisti indicati in grassetto hanno ottenuto la possibilità, grazie alla "Enel Green Card", di affrontare un ballottaggio in diretta durante il secondo live che ha consentito alla vincitrice della sfida, Roberta Pompa, di entrare ufficialmente in gara (anche grazie al ritiro di Mr Rain & Osso che hanno dichiarato di non sentirsi pronti).

## Finalisti
In questo spazio sono elencati i cantanti approdati alla prima puntata del programma.
Legenda:
- Vincitore
- Secondo classificato

- Terzo classificato
- Semifinalista

- Quarto classificato

- Non finalista
- Ammesso alla gara

- Non ammesso alla gara
- Non ammesso al ballottaggio

| Categoria                      | Cantanti             | Cantanti         | Cantanti        | Cantanti      |
| ------------------------------ | -------------------- | ---------------- | --------------- | ------------- |
| Uomini 16-24 (Morgan)          | Michele Bravi        | Andrea D'Alessio | Lorenzo Iuracà  | N.D.          |
| Gruppi Vocali (Simona Ventura) | Ape Escape           | Street Clerks    | FreeBoys        | N.D.          |
| Donne 16-24 (Mika)             | Violetta Zironi      | Gaia Galizia     | Valentina Tioli | Roberta Pompa |
| 25+ (Elio)                     | Aba (Chiara Gallana) | Fabio Santini    | Alan Scaffardi  | N.D.          |

| Categoria                      | Enel Green Card     |
| ------------------------------ | ------------------- |
| Uomini 16-24 (Morgan)          | Andrea Butturini    |
| Gruppi Vocali (Simona Ventura) | Mr Rain e Osso      |
| Donne 16-24 (Mika)             | Roberta Pompa       |
| 25+ (Elio)                     | Sebastiano De Santo |

## Dettaglio delle puntate

### Tabella delle eliminazioni
- 16-24 ♂ (Morgan)
- 16-24 ♀ (Mika)

- +25 (Elio)
- Gruppi Vocali (Simona Ventura)

|                | Michele        | N.D.                       | 3ª 20,71%                  | 2ª 19,89%              | N.D.                   | 1ª 24,80%                  | N.D.                       | N.D.                      | 1ª 30,12%                 | 1ª 23,77%                    | N.D.                         | 1ª 26,73%                | 1ª 27,41%                | 1ª 31%                       | 1ª 29,88%                    | 1ª 37,33%              | 1ª 42,46%              | Vincitore 57,33%       |                        |                        |
|                | Ape Escape     | N.D.                       | 2ª 24,28%                  | N.D.                   | 1ª 22,69%              | 3ª 21,16%                  | N.D.                       | 1ª 25,35%                 | N.D.                      | 2ª 18,03%                    | N.D.                         | 3ª 15,43%                | 5ª 14,55%                | 2ª 22,08%                    | 3ª 24,11%                    | 2ª 22,61%              | 2ª 31,49%              | Secondi 42,67%         |                        |                        |
|                | Violetta       | N.D.                       | 1ª 24,33%                  | 1ª 25,54%              | N.D.                   | N.D.                       | 1ª 28,13%                  | N.D.                      | 2ª 22,16%                 | 3ª 13,79%                    | N.D.                         | 5ª 14,56%                | 3ª 18,27%                | 3ª 19,19%                    | 2ª 26,10%                    | 3ª 21,59%              | 3ª 26,04%              | Eliminata (8ª puntata) |                        |                        |
|                | Aba            | N.D.                       | 5ª 10,20%                  | N.D.                   | 5ª 10,34%              | N.D.                       | 5ª 14,96%                  | N.D.                      | 3ª 17,81%                 | 5ª 10,07%                    | N.D.                         | 2ª 15,98%                | 2ª 24,19%                | 4ª 15,58%                    | 4ª 19,91%                    | 4ª 18,48%              | Eliminata (8ª puntata) | Eliminata (8ª puntata) |                        |                        |
|                | Andrea         | 3ª 20,51%                  | N.D.                       | N.D.                   | 2ª 21,13%              | N.D.                       | 2ª 20,53%                  | 2ª 22,66%                 | N.D.                      | 4ª 11,18%                    | N.D.                         | 4ª 14,74%                | 4ª 15,57%                | 5ª 15,12%                    | N.D.                         | Eliminato (7ª puntata) | Eliminato (7ª puntata) | Eliminato (7ª puntata) | Eliminato (7ª puntata) | Eliminato (7ª puntata) |
|                | Gaia           | 2ª 22,94%                  | N.D.                       | 4ª 15,10%              | N.D.                   | 4ª 11,86%                  | N.D.                       | N.D.                      | 5ª 13,78%                 | 7ª 8,16%                     | 40%                          | 6ª 12,56%                | N.D.                     | Eliminata (6ª puntata)       | Eliminata (6ª puntata)       | Eliminata (6ª puntata) | Eliminata (6ª puntata) | Eliminata (6ª puntata) | Eliminata (6ª puntata) | Eliminata (6ª puntata) |
|                | Fabio          | 5ª 10,78%                  | N.D.                       | 6ª 7,94%               | N.D.                   | 5ª 10,14%                  | N.D.                       | 5ª 11,80%                 | N.D.                      | 8ª 6,52%                     | 32%                          | Eliminato (5ª puntata)   | Eliminato (5ª puntata)   | Eliminato (5ª puntata)       | Eliminato (5ª puntata)       | Eliminato (5ª puntata) | Eliminato (5ª puntata) | Eliminato (5ª puntata) | Eliminato (5ª puntata) | Eliminato (5ª puntata) |
|                | Valentina      | 1ª 24,31%                  | N.D.                       | N.D.                   | 4ª 15,69%              | 2ª 22,43%                  | N.D.                       | 3ª 20,66%                 | N.D.                      | 6ª 8,47%                     | 29%                          | Eliminata (5ª puntata)   | Eliminata (5ª puntata)   | Eliminata (5ª puntata)       | Eliminata (5ª puntata)       | Eliminata (5ª puntata) | Eliminata (5ª puntata) | Eliminata (5ª puntata) | Eliminata (5ª puntata) | Eliminata (5ª puntata) |
|                | Street Clerks  | N.D.                       | 4ª 12,15%                  | 5ª 13,72%              | N.D.                   | N.D.                       | 3ª 19,55%                  | N.D.                      | 4ª 16,12%                 | Eliminati (4ª puntata)       | Eliminati (4ª puntata)       | Eliminati (4ª puntata)   | Eliminati (4ª puntata)   | Eliminati (4ª puntata)       | Eliminati (4ª puntata)       | Eliminati (4ª puntata) | Eliminati (4ª puntata) | Eliminati (4ª puntata) | Eliminati (4ª puntata) | Eliminati (4ª puntata) |
|                | Roberta        | Non in gara                | Non in gara                | N.D.                   | 3ª 20,74%              | N.D.                       | 4ª 16,84%                  | 4ª 19,53%                 | N.D.                      | Eliminata (4ª puntata)       | Eliminata (4ª puntata)       | Eliminata (4ª puntata)   | Eliminata (4ª puntata)   | Eliminata (4ª puntata)       | Eliminata (4ª puntata)       | Eliminata (4ª puntata) | Eliminata (4ª puntata) | Eliminata (4ª puntata) | Eliminata (4ª puntata) | Eliminata (4ª puntata) |
|                | Alan           | 4ª 13,18%                  | N.D.                       | 3ª 17,82%              | N.D.                   | 6ª 9,61%                   | N.D.                       | Eliminato (3ª puntata)    | Eliminato (3ª puntata)    | Eliminato (3ª puntata)       | Eliminato (3ª puntata)       | Eliminato (3ª puntata)   | Eliminato (3ª puntata)   | Eliminato (3ª puntata)       | Eliminato (3ª puntata)       | Eliminato (3ª puntata) | Eliminato (3ª puntata) | Eliminato (3ª puntata) | Eliminato (3ª puntata) | Eliminato (3ª puntata) |
|                | FreeBoys       | 6ª 8,27%                   | N.D.                       | N.D.                   | 6ª 9,42%               | Eliminati (2ª puntata)     | Eliminati (2ª puntata)     | Eliminati (2ª puntata)    | Eliminati (2ª puntata)    | Eliminati (2ª puntata)       | Eliminati (2ª puntata)       | Eliminati (2ª puntata)   | Eliminati (2ª puntata)   | Eliminati (2ª puntata)       | Eliminati (2ª puntata)       | Eliminati (2ª puntata) | Eliminati (2ª puntata) | Eliminati (2ª puntata) | Eliminati (2ª puntata) |                        |
|                | Lorenzo        | N.D.                       | 6ª 8,33%                   | Eliminato (1ª puntata) | Eliminato (1ª puntata) | Eliminato (1ª puntata)     | Eliminato (1ª puntata)     | Eliminato (1ª puntata)    | Eliminato (1ª puntata)    | Eliminato (1ª puntata)       | Eliminato (1ª puntata)       | Eliminato (1ª puntata)   | Eliminato (1ª puntata)   | Eliminato (1ª puntata)       | Eliminato (1ª puntata)       | Eliminato (1ª puntata) | Eliminato (1ª puntata) | Eliminato (1ª puntata) |                        |                        |
|                |                |                            |                            |                        |                        |                            |                            |                           |                           |                              |                              |                          |                          |                              |                              |                        |                        |                        |                        |                        |
| Ultimo scontro | Ultimo scontro | FreeBoys Lorenzo           | FreeBoys Lorenzo           | Fabio FreeBoys         | Fabio FreeBoys         | Alan Aba                   | Alan Aba                   | Fabio Roberta             | Gaia Street Clerks        | Fabio Gaia                   | Fabio Gaia                   | Gaia Ape Escape          | Gaia Ape Escape          | Andrea Aba                   | Andrea Aba                   |                        |                        |                        |                        |                        |
|                | Voto di Elio   | Lorenzo                    | Lorenzo                    | FreeBoys               | FreeBoys               | Alan                       | Alan                       | Roberta                   | Street Clerks             | Gaia                         | Gaia                         | Gaia                     | Gaia                     | Andrea                       | Andrea                       |                        |                        |                        |                        |                        |
|                | Voto di Mika   | Lorenzo                    | Lorenzo                    | FreeBoys               | FreeBoys               | Aba                        | Aba                        | Fabio                     | Street Clerks             | Fabio                        | Fabio                        | Ape Escape               | Ape Escape               | Andrea                       | Andrea                       |                        |                        |                        |                        |                        |
|                | Voto di Morgan | FreeBoys                   | FreeBoys                   | Fabio                  | Fabio                  | Alan                       | Alan                       | Roberta                   | Gaia                      | Fabio                        | Fabio                        | Ape Escape               | Ape Escape               | Aba                          | Aba                          |                        |                        |                        |                        |                        |
|                | Voto di Simona | Lorenzo                    | Lorenzo                    | Fabio                  | Fabio                  | Alan                       | Alan                       | Roberta                   | Gaia                      | Fabio                        | Fabio                        | Gaia                     | Gaia                     | Aba                          | Aba                          |                        |                        |                        |                        |                        |
| Eliminati      | Eliminati      | Lorenzo Iuracà 3 voti su 4 | Lorenzo Iuracà 3 voti su 4 | FreeBoys TILT 33%      | FreeBoys TILT 33%      | Alan Scaffardi 3 voti su 4 | Alan Scaffardi 3 voti su 4 | Roberta Pompa 3 voti su 4 | Street Clerks TILT 49,92% | Valentina Tioli per televoto | Valentina Tioli per televoto | Gaia Galizia TILT 39,09% | Gaia Galizia TILT 39,09% | Andrea D'Alessio TILT 44,55% | Andrea D'Alessio TILT 44,55% | Aba                    | Violetta Zironi        | Ape Escape             |                        |                        |
| Eliminati      | Eliminati      | Lorenzo Iuracà 3 voti su 4 | Lorenzo Iuracà 3 voti su 4 | FreeBoys TILT 33%      | FreeBoys TILT 33%      | Alan Scaffardi 3 voti su 4 | Alan Scaffardi 3 voti su 4 | Roberta Pompa 3 voti su 4 | Street Clerks TILT 49,92% | Fabio Santini 3 voti su 4    |                              | Gaia Galizia TILT 39,09% | Gaia Galizia TILT 39,09% | Andrea D'Alessio TILT 44,55% | Andrea D'Alessio TILT 44,55% | Aba                    | Violetta Zironi        | Ape Escape             |                        |                        |

### Dettaglio delle puntate

#### Prima puntata
Data: Giovedì 24 ottobre 2013

Ospiti: Elisa, Icona Pop, Chiara Galiazzo, Francesca Michielin

Canzoni cantate dagli ospiti: Il futuro che sarà, Purple Rain, L'esperienza dell'amore (Chiara Galiazzo), Distratto (Chiara Galiazzo e Francesca Michielin), Cigno nero (Francesca Michielin), Due respiri (Francesca Michielin e Chiara Galiazzo) - Qualcosa che non c'è (Elisa e i talenti di X Factor) - I Love It (Icona Pop) - L'anima vola (Elisa)
| Ordine                                                 | Cantante      | Giudice | Canzone (cantante originale)                         | Risultato |
| ------------------------------------------------------ | ------------- | ------- | ---------------------------------------------------- | --------- |
| 1                                                      | Gaia          | Mika    | Seven Nation Army (The White Stripes)                | Salva     |
| 2                                                      | Andrea        | Morgan  | Clint Eastwood (Gorillaz)                            | Salvo     |
| 3                                                      | FreeBoys      | Ventura | Baby Can I Hold You (Tracy Chapman)                  | Ultimi    |
| 4                                                      | Fabio         | Elio    | Sotto casa (Max Gazzè)                               | Salvo     |
| 5                                                      | Valentina     | Mika    | Where Is the Love? (The Black Eyed Peas)             | Salva     |
| 6                                                      | Alan          | Elio    | Creep (Radiohead)                                    | Salvo     |
|                                                        |               |         |                                                      |           |
| 1                                                      | Michele       | Morgan  | Carte da decifrare (Ivano Fossati)                   | Salvo     |
| 2                                                      | Aba           | Elio    | You Oughta Know (Alanis Morissette)                  | Salva     |
| 3                                                      | Street Clerks | Ventura | Wake Me Up/Little Talks (Avicii/Of Monsters and Men) | Salvi     |
| 4                                                      | Lorenzo       | Morgan  | Se sapessi come fai (Luigi Tenco)                    | Ultimo    |
| 5                                                      | Violetta      | Mika    | Let Her Go (Passenger)                               | Salva     |
| 6                                                      | Ape Escape    | Ventura | Burn It Down (Linkin Park)                           | Salvi     |
| Ballottaggio (cavallo di battaglia - brano a cappella) |               |         |                                                      |           |
| 1                                                      | FreeBoys      | Ventura | Umbrella (Rihanna) - Grazie Perché (Gianni Morandi)  | Salvi     |
| 2                                                      | Lorenzo       | Morgan  | Emozioni (Lucio Battisti) - Kiss from a Rose (Seal)  | Eliminato |

Voto dei giudici per eliminare:
- Simona Ventura: Lorenzo per salvare i suoi artisti, i FreeBoys;
- Morgan: FreeBoys, per salvare il suo artista, Lorenzo;
- Mika: Lorenzo, ritenendo opportuno portare avanti il progetto di una boyband italiana;
- Elio: Lorenzo, avendo palesato delle difficoltà nell'approcciarsi al cantautorato.

NOTE:
Essendo minorenni i FreeBoys, andati all'ultimo scontro per aver perso la prima manche, non si sono esibiti perché era passata mezzanotte, ma è andata in onda l'esibizione registrata il pomeriggio, una volta sola e davanti agli altri concorrenti per garantire l'equità della gara.

#### Seconda puntata
Data: Giovedì 31 ottobre 2013

Ospiti: Ellie Goulding

Canzoni cantate dagli ospiti: Burn (Ellie Goulding)
| Ordine                              | Cantante      | Giudice | Canzone (cantante originale)                | Risultato |
| ----------------------------------- | ------------- | ------- | ------------------------------------------- | --------- |
| 1                                   | Street Clerks | Ventura | Nice che dice (Zucchero Fornaciari)         | Salvi     |
| 2                                   | Gaia          | Mika    | Bitch (Meredith Brooks)                     | Salva     |
| 3                                   | Alan          | Elio    | Don't Let Me Be Misunderstood (Nina Simone) | Salvo     |
| 4                                   | Michele       | Morgan  | See Emily Play (Pink Floyd)                 | Salvo     |
| 5                                   | Fabio         | Elio    | Basket Case (Green Day)                     | Ultimo    |
| 6                                   | Violetta      | Mika    | Le tasche piene di sassi (Jovanotti)        | Salva     |
|                                     |               |         |                                             |           |
| 1                                   | FreeBoys      | Ventura | Let Me Entertain You (Robbie Williams)      | Ultimi    |
| 2                                   | Aba           | Elio    | Lover to Lover (Florence and The Machine)   | Salva     |
| 3                                   | Andrea        | Morgan  | Another Brick in the Wall (Pink Floyd)      | Salvo     |
| 4                                   | Roberta       | Mika    | Trouble (Ray LaMontagne)                    | Salva     |
| 5                                   | Ape Escape    | Ventura | Luce (tramonti a nord est) (Elisa)          | Salvi     |
| 6                                   | Valentina     | Mika    | Raggamuffin (Selah Sue)                     | Salva     |
| Ballottaggio (cavallo di battaglia) |               |         |                                             |           |
| 1                                   | Fabio         | Elio    | Suspicious Minds (Elvis Presley)            | Salvo     |
| 2                                   | FreeBoys      | Ventura | Try (Pink)                                  | Eliminati |

Voto dei giudici per eliminare:
- Elio: FreeBoys, per salvare il suo artista, Fabio;
- Simona Ventura: Fabio per salvare i suoi artisti, i FreeBoys;
- Mika: FreeBoys, preferendo Fabio;
- Morgan: Fabio, per richiamare il TILT.

I giudici non trovano un accordo, quindi si è entrati in TILT. Il televoto decreta l'eliminazione dei Freeboys.
Da questa puntata non viene più eseguito il brano a cappella.
NOTE:
In questo ballottaggio si è cantato solo il cavallo di battaglia per evitare che i Freeboys, minorenni, fossero costretti ad abbandonare il palco passata la mezzanotte senza poter cantare il loro brano a cappella.

#### Terza puntata
Data: Giovedì 7 novembre 2013

Tema musicale della serata: Anni '90

Ospiti: John Newman, Chiara

Canzoni cantate dagli ospiti: Love Me Again (John Newman) - Stardust (Mika e Chiara)
| Ordine                              | Cantante      | Giudice | Canzone (cantante originale)                  | Risultato |
| ----------------------------------- | ------------- | ------- | --------------------------------------------- | --------- |
| 1                                   | Ape Escape    | Ventura | Smells Like Teen Spirit (Nirvana)             | Salvi     |
| 2                                   | Fabio         | Elio    | Everybody Hurts (R.E.M.)                      | Salvo     |
| 3                                   | Gaia          | Mika    | I'll Stand by You (The Pretenders)            | Salva     |
| 4                                   | Alan          | Elio    | Black Hole Sun (Soundgarden)                  | Ultimo    |
| 5                                   | Valentina     | Mika    | Ghetto Supastar (That Is What You Are) (Pras) | Salva     |
| 6                                   | Michele       | Morgan  | Cieli neri (Bluvertigo)                       | Salvo     |
|                                     |               |         |                                               |           |
| 1                                   | Aba           | Elio    | Why (Annie Lennox)                            | Ultima    |
| 2                                   | Andrea        | Morgan  | Diggin' In The Dirt (Peter Gabriel)           | Salvo     |
| 3                                   | Violetta      | Mika    | Friday I'm in Love (The Cure)                 | Salva     |
| 4                                   | Street Clerks | Ventura | ...Baby One More Time (Britney Spears)        | Salvi     |
| 5                                   | Roberta       | Mika    | All That She Wants (Ace of Base)              | Salva     |
| Ballottaggio (cavallo di battaglia) |               |         |                                               |           |
| 1                                   | Alan          | Elio    | This Time (John Legend)                       | Eliminato |
| 2                                   | Aba           | Elio    | I Put a Spell on You (Nina Simone)            | Salva     |

Voto dei giudici per eliminare:
- Elio: Alan, considerando Aba la cantante migliore in gara;
- Morgan: Alan, giudicando le prove di Aba superiori;
- Mika: Aba, apprezzando la passione di Alan;
- Simona Ventura: Alan, sostenendo che Aba ha del potenziale ancora inespresso.

#### Quarta puntata
Data: Giovedì 14 novembre 2013

Particolarità: Hell Factor (eliminazione di due concorrenti)

Ospiti: Tom Odell, Luca Carboni, Tiziano Ferro

Canzoni cantate dagli ospiti: Persone silenziose (Luca Carboni e Tiziano Ferro), Another Love (Tom Odell)
| Ordine                              | Cantante   | Giudice | Canzone (cantante originale)          | Risultato  |
| ----------------------------------- | ---------- | ------- | ------------------------------------- | ---------- |
| 1                                   | Roberta    | Mika    | True Colors (Cyndi Lauper)            | Ultimi due |
| 2                                   | Ape Escape | Ventura | Mentre tutto scorre (Negramaro)       | Salvi      |
| 3                                   | Valentina  | Mika    | When I Was Your Man (Bruno Mars)      | Salva      |
| 4                                   | Fabio      | Elio    | La casa in riva al mare (Lucio Dalla) | Ultimi due |
| 5                                   | Andrea     | Morgan  | Grease (Frankie Valli)                | Salvo      |
| Ballottaggio (cavallo di battaglia) |            |         |                                       |            |
| 1                                   | Roberta    | Mika    | Cornflake Girl (Tori Amos)            | Eliminata  |
| 2                                   | Fabio      | Elio    | Stuck in a Moment (U2)                | Salvo      |

Voto dei giudici per eliminare:
- Mika: Fabio, per salvare la sua artista, Roberta;
- Elio: Roberta, per salvare il suo artista, Fabio;
- Morgan: Roberta, con forte indecisione;
- Simona Ventura: Roberta, sostenendo che sarebbe difficile trovarle una collocazione nel mercato discografico.

| Ordine                              | Cantante      | Giudice | Canzone (cantante originale)         | Risultato  |
| ----------------------------------- | ------------- | ------- | ------------------------------------ | ---------- |
| 1                                   | Gaia          | Mika    | Monna Lisa (Ivan Graziani)           | Ultimi due |
| 2                                   | Street Clerks | Ventura | Some Nights (Fun.)                   | Ultimi due |
| 3                                   | Aba           | Elio    | Crazy in Love (Beyoncé)              | Salva      |
| 4                                   | Michele       | Morgan  | Reality (Richard Sanderson)          | Salvo      |
| 5                                   | Violetta      | Mika    | One Day/Reckoning Song (Asaf Avidan) | Salva      |
| Ballottaggio (cavallo di battaglia) |               |         |                                      |            |
| 1                                   | Gaia          | Mika    | Every You Every Me (Placebo)         | Salva      |
| 2                                   | Street Clerks | Ventura | Fix You (Coldplay)                   | Eliminati  |

Voto dei giudici per eliminare:
- Mika: Street Clerks, per salvare la sua artista, Gaia;
- Simona Ventura: Gaia, per salvare i suoi artisti, Street Clerks;
- Elio: Street Clerks, ritenendoli meno interessanti;
- Morgan: Gaia, per richiamare il TILT.

I giudici non trovano un accordo, quindi si è entrati in TILT. Il televoto decreta l'eliminazione degli Street Clerks.

#### Quinta puntata
Data: Giovedì 21 novembre 2013

Particolarità: Hell Factor (eliminazione di due concorrenti)

Ospiti: Fedez, Matthew Morrison, Editors

Canzoni cantate dagli ospiti: I Don't Mean a Thing (Matthew Morrison) - Nuvole di fango (Fedez) - Cigno nero, Alfonso Signorini (eroe nazionale) (Fedez e i talenti di X Factor) - A Ton of Love (Editors)
| Ordine | Cantante   | Giudice | Canzone (cantante originale)             | Risultato  |
| ------ | ---------- | ------- | ---------------------------------------- | ---------- |
| 1      | Andrea     | Morgan  | Do It Again (Steely Dan)                 | Salvo      |
| 2      | Aba        | Elio    | Rolling in the Deep (Adele)              | Salva      |
| 3      | Valentina  | Mika    | Dove sei (Neffa)                         | Ultimi tre |
| 4      | Ape Escape | Ventura | Going Under (Evanescence)                | Salvi      |
| 5      | Violetta   | Mika    | Royals (Lorde)                           | Salva      |
| 6      | Fabio      | Elio    | Nuntereggae più (Rino Gaetano)           | Ultimi tre |
| 7      | Michele    | Morgan  | Mad World (Gary Jules & Michael Andrews) | Salvo      |
| 8      | Gaia       | Mika    | I Wish I Was a Punk Rocker (Sandi Thom)  | Ultimi tre |

| Ordine | Cantante  | Giudice | Cavallo di battaglia     | Risultato | Ordine | Brano a cappella                     | Risultato |
| ------ | --------- | ------- | ------------------------ | --------- | ------ | ------------------------------------ | --------- |
| 1      | Valentina | Mika    | Man Down (Rihanna)       | Eliminata | -      | -                                    | -         |
| 2      | Fabio     | Elio    | Costruire (Niccolò Fabi) | Salvo     | 1      | Trying To Get To You (Elvis Presley) | Eliminato |
| 3      | Gaia      | Mika    | Celebrity Skin (Hole)    | Salva     | 2      | Mercedes Benz (Janis Joplin)         | Salva     |

Voto dei giudici per eliminare:
- Elio: Gaia, per salvare il suo artista, Fabio;
- Mika: Fabio, per salvare la sua artista, Gaia;
- Morgan: Fabio, sostenendo di aver visto Gaia finalmente a fuoco;
- Simona Ventura: Fabio, affermando che Gaia non merita l'eliminazione.

Per questa puntata viene fatto eseguire il brano a cappella.

#### Sesta puntata
Data: Giovedì 28 novembre 2013

Tema musicale della serata: Dance (prima manche)

Ospiti: Olly Murs, Marco Mengoni, Elio e le Storie Tese

Canzoni cantate dagli ospiti: Non passerai, Pronto a correre, L'essenziale (Marco Mengoni) - Hand on Heart (Olly Murs) - Medley di Beautiful Day degli U2 e Bycicle Race dei Queen (Elio E Le Storie Tese e i talenti di X Factor).
| Ordine                              | Cantante   | Giudice | Canzone (cantante originale)                          | Risultato      | Ordine         | Canzone (cantante originale)             | Risultato |
| ----------------------------------- | ---------- | ------- | ----------------------------------------------------- | -------------- | -------------- | ---------------------------------------- | --------- |
| 1                                   | Andrea     | Morgan  | Rapper's Delight (The Sugarhill Gang)                 | Salvo          | 3              | Can't find my way home (Blind Faith)     | Salvo     |
| 2                                   | Ape Escape | Ventura | Don't You Worry Child (Swedish House Mafia)           | Salvi          | 4              | Yes I Know My Way (Pino Daniele)         | Ultimi    |
| 3                                   | Violetta   | Mika    | 9 to 5 (Dolly Parton)                                 | Salva          | 5              | Skinny Love (Birdy)                      | Salva     |
| 4                                   | Aba        | Elio    | When Love Takes Over (David Guetta ft. Kelly Rowland) | Salva          | 2              | Kozmic Blues (Janis Joplin)              | Salva     |
| 5                                   | Michele    | Morgan  | Promised Land (The Style Council)                     | Salvo          | 1              | Red Roses for a Blue Lady (Wayne Newton) | Salvo     |
| 6                                   | Gaia       | Mika    | Heavy Cross (Gossip)                                  | Ultima         | -              | -                                        | -         |
| Ballottaggio (cavallo di battaglia) |            |         |                                                       |                |                |                                          |           |
| 1                                   | Gaia       | Mika    | Song 2 (Blur)                                         | Song 2 (Blur)  | Song 2 (Blur)  | Song 2 (Blur)                            | Eliminata |
| 2                                   | Ape Escape | Ventura | Madness (Muse)                                        | Madness (Muse) | Madness (Muse) | Madness (Muse)                           | Salvi     |

Voto dei giudici per eliminare:
- Mika: Ape Escape, per salvare la sua artista, Gaia;
- Simona Ventura: Gaia, per salvare i suoi artisti, Ape Escape;
- Elio: Gaia, ritenendo discograficamente più interessanti gli Ape Escape;
- Morgan: Ape Escape, indeciso su chi eliminare.

I giudici non trovano un accordo, quindi si è entrati in TILT. Il televoto decreta l'eliminazione di Gaia.

#### Settima puntata
Data: Giovedì 5 dicembre 2013

Ospiti: Katy Perry

Canzoni cantate dagli ospiti: Unconditionally (Katy Perry)
| Ordine                              | Cantante   | Giudice | Inedito (autori)                                             | Risultato                        | Ordine                           | Canzone (cantante originale)            | Risultato |
| ----------------------------------- | ---------- | ------- | ------------------------------------------------------------ | -------------------------------- | -------------------------------- | --------------------------------------- | --------- |
| 1                                   | Ape Escape | Ventura | Invisibili (A. Bonomo, G. Fazio, Ape Escape)                 | Salvi                            | 4                                | Whatever You Want (Status Quo)          | Salvi     |
| 2                                   | Andrea     | Morgan  | Venerdì (G. Cappa, A. D'Alessio)                             | Ultimo                           | -                                | -                                       | -         |
| 3                                   | Violetta   | Mika    | Dimmi che non passa (C. Lavoro)                              | Salva                            | 1                                | One (Johnny Cash)                       | Salva     |
| 4                                   | Aba        | Elio    | Indifesa (N. Holland, J. Murray, Truth and Soul, C. Gallana) | Salva                            | 2                                | Nutbush City Limits (Ike & Tina Turner) | Ultima    |
| 5                                   | Michele    | Morgan  | La vita e la felicità (T. Ferro, S. Vallarino)               | Salvo                            | 3                                | Little Wing (Jimi Hendrix)              | Salvo     |
| Ballottaggio (cavallo di battaglia) |            |         |                                                              |                                  |                                  |                                         |           |
| 1                                   | Andrea     | Morgan  | Je sò pazzo (Pino Daniele)                                   | Je sò pazzo (Pino Daniele)       | Je sò pazzo (Pino Daniele)       | Je sò pazzo (Pino Daniele)              | Eliminato |
| 2                                   | Aba        | Elio    | One Night Only (Jennifer Hudson)                             | One Night Only (Jennifer Hudson) | One Night Only (Jennifer Hudson) | One Night Only (Jennifer Hudson)        | Salva     |

Voto dei giudici per eliminare:
- Morgan: Aba, per salvare il suo artista, Andrea;
- Elio: Andrea, per salvare la sua artista, Aba;
- Simona Ventura: Aba, preferendo l'originalità di Andrea;
- Mika: Andrea, per richiamare il TILT.

I giudici non trovano un accordo, quindi si è entrati in TILT. Il televoto decreta l'eliminazione di Andrea.
Come l'anno scorso, i finalisti sono 4: Aba, Ape Escape, Michele e Violetta.

#### Ottava puntata (Finale)
Data: Giovedì 12 dicembre 2013

Ospiti: One Direction, Giorgia, Elisa, Marco Mengoni, Mario Biondi

Canzoni cantate dagli ospiti: Man in the Mirror (Marco Mengoni, Elisa, Giorgia, Mario Biondi e i talenti di X Factor) - Quando una stella muore (Giorgia) - Story of My Life (One Direction) - Ecco che (Elisa)
Tributo: a Nelson Mandela, scomparso nel corso della semifinale.
| Ordine                                   | Cantante   | Giudice | Duetto                                                                | Risultato                                                             | Ordine                                                                | Inedito (autori)                                                      | Risultato |
| ---------------------------------------- | ---------- | ------- | --------------------------------------------------------------------- | --------------------------------------------------------------------- | --------------------------------------------------------------------- | --------------------------------------------------------------------- | --------- |
| 1                                        | Ape Escape | Ventura | Labyrinth (con Elisa)                                                 | Salvi                                                                 | 3                                                                     | Invisibili (A. Bonomo, G. Fazio, Ape Escape)                          | Salvi     |
| 2                                        | Violetta   | Mika    | L'essenziale (con Marco Mengoni)                                      | Salva                                                                 | 1                                                                     | Dimmi che non passa (C. Lavoro)                                       | Terza     |
| 3                                        | Aba        | Elio    | Close To You (con Mario Biondi)                                       | Quarta                                                                | -                                                                     | -                                                                     | -         |
| 4                                        | Michele    | Morgan  | Gocce di memoria (con Giorgia)                                        | Salvo                                                                 | 2                                                                     | La vita e la felicità (T. Ferro, S. Vallarino)                        | Salvo     |
| Finalissima (My song - brano a cappella) |            |         |                                                                       |                                                                       |                                                                       |                                                                       |           |
| 1                                        | Ape Escape | Ventura | Walk This Way (Aerosmith) - Tu si' 'na cosa grande (Domenico Modugno) | Walk This Way (Aerosmith) - Tu si' 'na cosa grande (Domenico Modugno) | Walk This Way (Aerosmith) - Tu si' 'na cosa grande (Domenico Modugno) | Walk This Way (Aerosmith) - Tu si' 'na cosa grande (Domenico Modugno) | Secondi   |
| 2                                        | Michele    | Morgan  | Anima fragile (Vasco Rossi) - Blue Valentines (Tom Waits)             | Anima fragile (Vasco Rossi) - Blue Valentines (Tom Waits)             | Anima fragile (Vasco Rossi) - Blue Valentines (Tom Waits)             | Anima fragile (Vasco Rossi) - Blue Valentines (Tom Waits)             | Vincitore |

## Ascolti

### X Factor - Le selezioni
| Puntata     | Sky Uno*          | Sky Uno*       | Sky Uno* | Cielo**           | Cielo**        | Cielo** | Totale telespettatori nei sette giorni Sky Uno |
| Puntata     | Messa in onda     | Telespettatori | Share    | Messa in onda     | Telespettatori | Share   | Totale telespettatori nei sette giorni Sky Uno |
| ----------- | ----------------- | -------------- | -------- | ----------------- | -------------- | ------- | ---------------------------------------------- |
| Provini 1/2 | 26 settembre 2013 | 657 732        | 2,19%    | 27 settembre 2013 | 369 000        | 1,50%   | 2 025 748                                      |
| Provini 2/2 | 3 ottobre 2013    | 759 151        | 2,65%    | 4 ottobre 2013    | 543 000        | 2,20%   | 2 391 495                                      |
| Bootcamp    | 10 ottobre 2013   | 815 868        | 2,90%    | 11 ottobre 2013   | 661 000        | 2,50%   | 2 280 798                                      |
| Homevisit   | 17 ottobre 2013   | 870 038        | 3,04%    | 18 ottobre 2013   | 434 000        | 1,60%   | 2 028 509                                      |
| Media       | Media             | 775 698        | 2,70%    | Media             | 501 750        | 1,95%   |                                                |

*Il dato è la somma di ascolto in diretta e di ascolto differito del giorno
**Su Cielo viene trasmessa la replica della puntata del giovedì su Sky Uno

### X Factor - Live Show
| Puntata    | Sky Uno*         | Sky Uno*       | Sky Uno* | Cielo**          | Cielo**        | Cielo** | Totale telespettatori nei sette giorni Sky Uno |
| Puntata    | Messa in onda    | Telespettatori | Share    | Messa in onda    | Telespettatori | Share   | Totale telespettatori nei sette giorni Sky Uno |
| ---------- | ---------------- | -------------- | -------- | ---------------- | -------------- | ------- | ---------------------------------------------- |
| 1          | 24 ottobre 2013  | 954 980        | 4,28%    | 14 marzo 2014    | 210 000        | 0,79%   | 1 503 857                                      |
| 2          | 31 ottobre 2013  | 675 000        | 2,80%    | 21 marzo 2014    |                |         | 1 251 641                                      |
| 3          | 7 novembre 2013  | 759 500        | 3,00%    | 28 marzo 2014    |                |         | 1 208 905                                      |
| 4          | 14 novembre 2013 | 912 000        | 3,78%    | 4 aprile 2014    |                |         | 1 292 072                                      |
| 5          | 21 novembre 2013 | 884 194        | 3,22%    | 11 aprile 2014   |                |         | 1 252 028                                      |
| 6          | 28 novembre 2013 | 920 266        | 3,8%     | 18 aprile 2014   |                |         | 1 314 267                                      |
| 7          | 5 dicembre 2013  | 820 000        | 3,21%    | 25 aprile 2014   |                |         | 1 185 489                                      |
| 8 - Finale | 12 dicembre 2013 | 1 080 000      | 4,85%    | 12 dicembre 2013 | 876 000        | 3,95%   |                                                |
| Media      | Media            | 875 743        | 3,62%    |                  |                |         |                                                |

*Il dato è la somma di ascolto in diretta e di ascolto differito del giorno.
**Su Cielo la puntata finale è stata trasmessa per la prima e per ora unica volta in diretta; gli altri live show sono andati in onda in prima visione free a distanza di mesi da SkyUno dal 14 marzo 2014 (il 7 marzo è andato in onda un riassunto delle audizioni e delle homevisit), senza mai rivelare i relativi dati Auditel dopo la prima puntata, inoltre la finale è stata replicata.

### Xtra Factor
| Puntata | Messa in onda    | Rete    | Telespettatori | Share |
| ------- | ---------------- | ------- | -------------- | ----- |
| 1       | 24 ottobre 2013  | Sky Uno | N/A            | N/A   |
| 2       | 31 ottobre 2013  | Sky Uno | N/A            | N/A   |
| 3       | 7 novembre 2013  | Sky Uno | N/A            | N/A   |
| 4       | 14 novembre 2013 | Sky Uno | N/A            | N/A   |
| 5       | 21 novembre 2013 | Sky Uno | 242 000        | N/A   |
| 6       | 28 novembre 2013 | Sky Uno | N/A            | N/A   |
| 7       | 5 dicembre 2013  | Sky Uno | N/A            | N/A   |

## Ospiti
| Puntata | Ospiti nei Live Show                                       |
| ------- | ---------------------------------------------------------- |
| 1       | Elisa, Icona Pop, Chiara Galiazzo, Francesca Michielin     |
| 2       | Ellie Goulding                                             |
| 3       | John Newman, Chiara                                        |
| 4       | Tom Odell, Luca Carboni, Tiziano Ferro                     |
| 5       | Fedez, Matthew Morrison, Editors                           |
| 6       | Olly Murs, Marco Mengoni, Elio e le Storie Tese            |
| 7       | Katy Perry                                                 |
| 8       | One Direction, Giorgia, Elisa, Marco Mengoni, Mario Biondi |

## Piazzamenti in Classifica

### Singoli
| Artista    | Brano                 | Posizioni in classifica | Certificazione               |
| Artista    | Brano                 | FIMI                    | Certificazione               |
| ---------- | --------------------- | ----------------------- | ---------------------------- |
| Michele    | La vita e la felicità | 1                       | - ITA: Oro - Vendite: 25.000 |
| Violetta   | Dimmi che non passa   | 6                       | —                            |
| Ape Escape | Invisibili            | 8                       | —                            |
| Aba        | Indifesa              | 76                      | —                            |
| Andrea     | Venerdì               | 87                      | —                            |

### Brani delle compilation e degli EP entrati in classifica
| Artista  | Brano              | Posizioni in classifica |
| Artista  | Brano              | FIMI                    |
| -------- | ------------------ | ----------------------- |
| Michele  | Mad World          | 44                      |
| Michele  | Carte da decifrare | 69                      |
| Violetta | Let Her Go         | 81                      |

### EP
| Artista    | EP                    | Posizioni in classifica |
| Artista    | EP                    | FIMI                    |
| ---------- | --------------------- | ----------------------- |
| Violetta   | Dimmi che non passa   | 13                      |
| Michele    | La vita e la felicità | 23                      |
| Ape Escape | Invisibili            | 48                      |
| Aba        | Indifesa              | —                       |
| Andrea     | Venerdì               | —                       |
| Valentina  | Valentina - EP        | —                       |

## Pro e post X Factor 7
Questa è una lista che raggruppa i lavori discografici (EP, Album, Singoli) dei concorrenti, successivi e precedenti alla settima edizione di X Factor, escludendo quindi gli EP e i singoli prodotti durante il programma in concomitanza con Sony Music.
Gruppi vocali
Street Clerks
- Il ritorno di Beethoven - EP (2012)
- La grande guerra - Singolo
- Fuori - Singolo (2014)
- Infinite ore - Singolo (2015)
- Fuori - Album (2015)(Sony Music)
- Tuxedo - Singolo (2015)
- La vitamina - Singolo (2016)
- Rivolù - Singolo (2018)
- Finisce che sto bene - Singolo (2018)
- Com'è andata la rivoluzione? - Album (2018)(Sony Music)

FreeBoys
- Indelebile - EP (BeatSound, 2012)
- Indelebile - Singolo
- Party Mega - Singolo (feat. Mitch) (2013)
- L'ultima pagina - Singolo (2014)
- Dedicato a - Album

Over 25
Fabio Santini
- Cannibalove - Singolo (2014)
- Senza un lavoro fisso - Singolo (2015)

Alan Scaffardi
- Staying for good - Singolo (feat. Papik) (2010)

Donne 16-24
Violetta
- Quando il mondo è a testa in giù - Singolo (2014)
- Il primo giorno d'estate - Singolo (2014)

Valentina Tioli
- Io sono qui - Singolo (2015)
- Neve (feat. Two Fingerz & Dargen D'Amico) - Inedito (2015)

Roberta Pompa
- Svegliati - Singolo (2011)
- Alla deriva - Singolo (2012)
- Sono allergica alla polvere - Singolo
- Favola imperfetta - EP (2014)
- Stringimi - Singolo
- Tutte le mie ragioni - Singolo (2015)

Uomini 16-24
Michele Bravi
- Sotto una buona stella - Singolo (2014)
- Un giorno in più - Singolo (2014)
- A passi piccoli - Album (Sony Music)
- In bilico - Singolo (2014)
- I Hate Music - Album (2015)
- The Days - Singolo (2015)
- Anime di carta - Album (2017)
- Il diario degli errori - Singolo (2017)

Andrea D'Alessio
- Un'altra versione (feat. Reset!) - Inedito (2014)
- Se non con te (feat. Ensi) - Inedito (2014)
- Santa Claus (feat. Mario Biondi) - Inedito

Lorenzo Iuracà
- Voglio fare il cantautore - Album (feat. Gli Approssimativi) (2012)
- Voglio fare il cantautore - Singolo (feat. Gli Approssimativi)
- Parole in movimento - Singolo (feat. Gli Approssimativi)
- Ma se - Singolo (feat. Gli Approssimativi) (2014)
- Manicomio generale - Singolo (feat. Gli Approssimativi)
- Scappa insieme a me - Singolo (feat. Gli Approssimativi)